# Doubs (riu)
El Doubs és un riu suís i francès, afluent del Saona, a la conca del Roine.
Neix a la serralada del Jura, a 937 metres d'altitud, al municipi de Mouthe, pertanyent al departament al qual dona el nom. Inicialment transcorre en direcció nord-est, fins a tocar i convertir-se en la frontera natural amb Suïssa al llarg d'algunes desenes de quilòmetres. En territori suís altera bruscament el seu curs en direcció oest, per tornar-se a endinsar a França. Després d'una nova ziga-zaga entre Saint-Hippolyte i les proximitats de Montbéliard, emprèn el recorregut fins a la seva desembocadura al Saona, en direcció sud-oest, en una vall encaixada a l'altiplà del Jura en primera instància, i a la vall del Saona a partir de Besançon. A la localitat de Verdun-sur-le-Doubs s'uneix al Saona.

## Hidrologia
El seu cabal és molt irregular, amb un règim pluvial a pluvio-nival. Els estiatges són severs a l'estiu i l'estació de les avingudes és molt àmplia, estenent-se històricament entre els mesos de setembre fins a finals de maig. L'origen d'aquestes avingudes és doble, per una banda poden originar-se després de fortes precipitacions que saturen el sòl, o bé poden estar relacionades amb precipitacions originades per un repunt de les temperatures que contribueix a la fosa del mantell nivós.
- A la confluència amb el Saona, el cabal pot oscil·lar entre menys de 20m³/s i més de 1.000m³/s, amb un cabal mitjà de 176m³/s. Durant l'avinguda de finals de maig de 1983, s'enregistraren valors propers a 1800m³/s.
- Fins a Besançon, la conca del riu és de 4.400|km² i el cabal màxim enregistrat des de 1956 és de 1.430m³/s, el 16 de febrer de 1990. Les crescudes històriques a Besançon són del 10 de març de 1896 (7,96 m a l'escala de crescudes del pont de la République) i del 18 de setembre 1852 (8,50 m).
- Fins Mathay, abans de la confluència amb l'Allan que passa per Montbéliard, la conca és de 2200 km² i el cabal mitjà de 53m³/s, amb un màxim superior als 700|m³/s el mes de febrer de 1990. El cabal en període d'estiatge és aproximadament de 8m³/s.

Les grans avingudes més recents són les de gener de 1955, maig de 1983, febrer de 1990, desembre de 1995, febrer de 1999, març de 2001, novembre de 2002 i març de 2006.
L'avinguda més important del segle XX data de l'any 1910.

## Aprofitaments
El fort pendent del Doubs en algun dels seus trams és propici per la instal·lació de centrals hidroelèctriques com a la presa de Châtelot.
Entre Dole i Montbéliard, el Doubs forma part del projecte de canal entre el Rin i el Roine.

## Galeria d'imatges

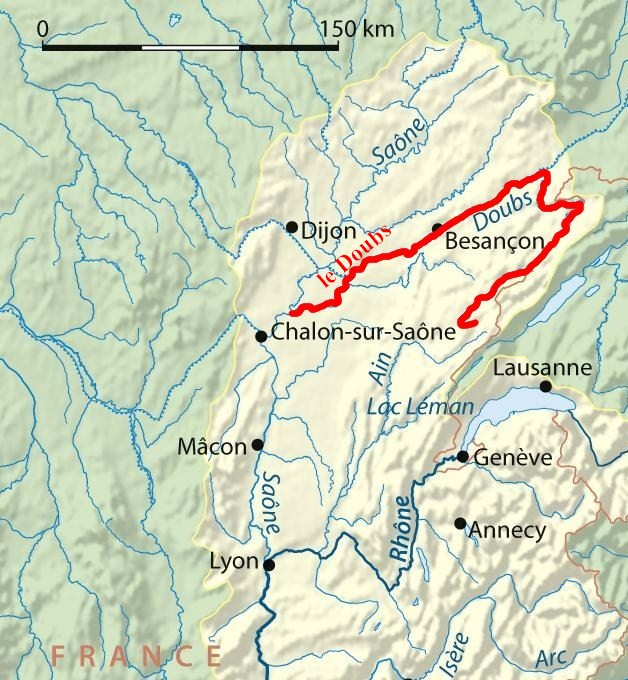
Mapa del riu Doubs
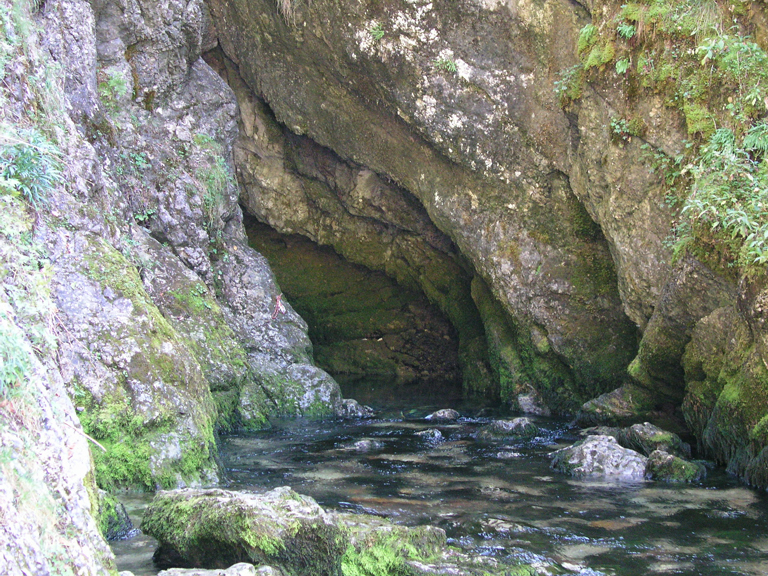
El naixement del Doubs
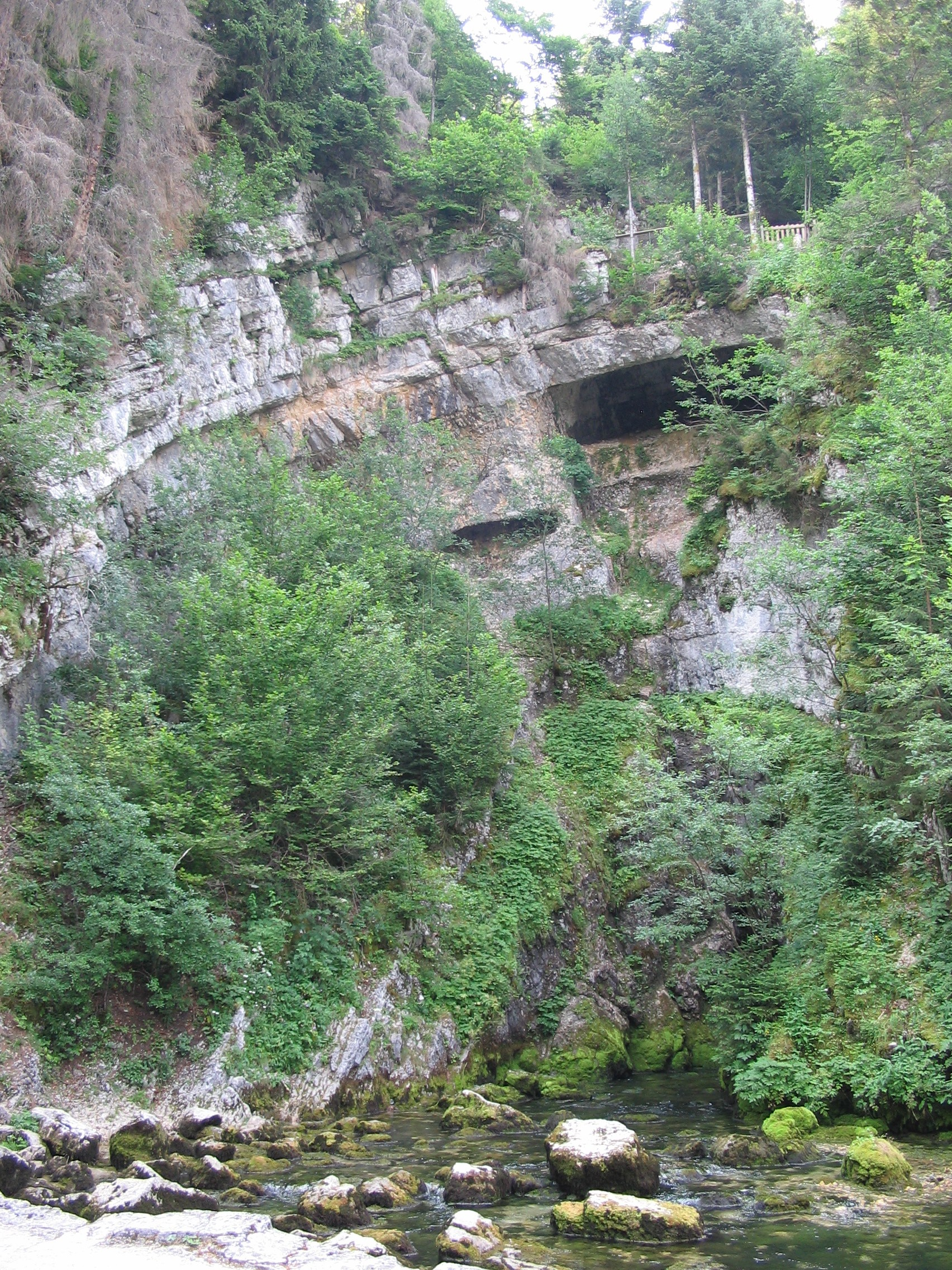
El naixement del Doubs
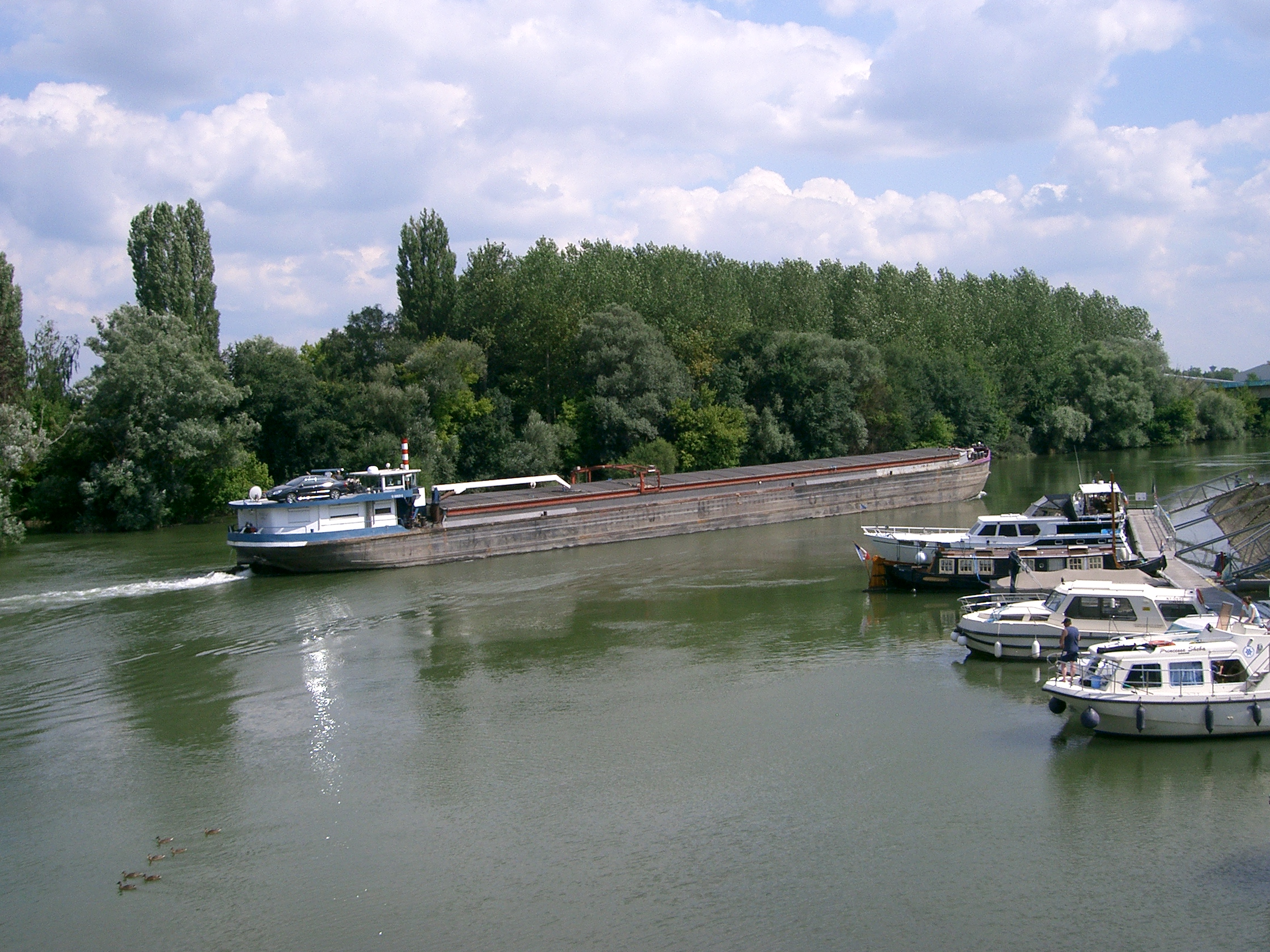
Verdun-sur-le-Doubs - Navegació sobre le Doubs
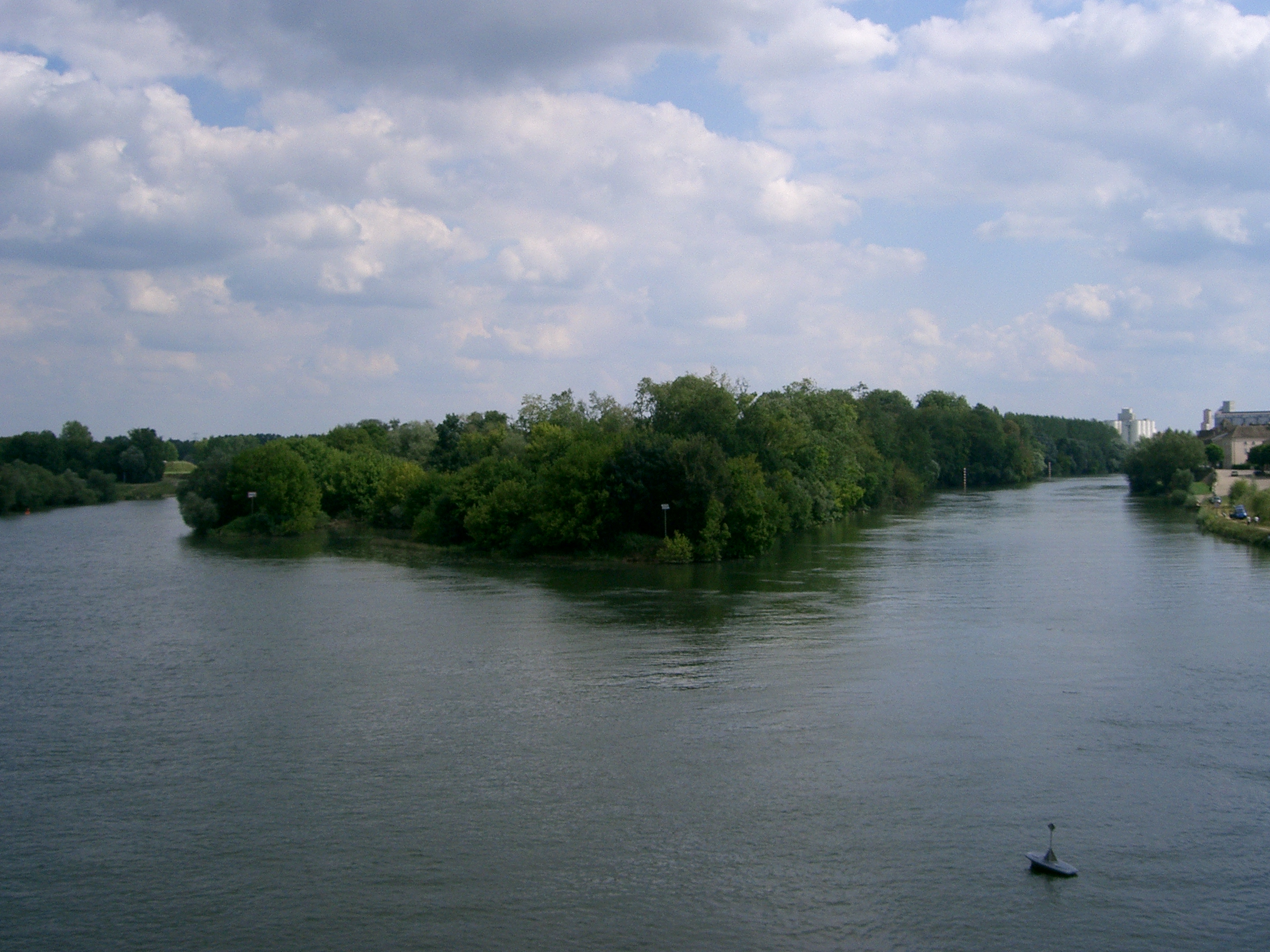
Confluència del Doubs (dreta) i del Saona (esquerra) a Verdun-sur-le-Doubs